# الرقابة في كوريا الجنوبية
تُعتبر الرقابة في كوريا الجنوبية محدودة بسبب القوانين المتضمنة في دستور الدولة والتي تنُص على حرية التعبير والصحافة إلا أن هذا الأمر لا تلتزم به الحكومة دوما خاصة عندما يتعلق الأمر بالمعارضة السياسية.
بموجب قانون الأمن القومي، فإن للحكومة الحق في مراقبة بعض الأشخاص أو بعض الأنشطة الصادرة من أفراد أو جماعات مشكوك في أمرهم أو بالأحرى غير موثوق فيهم.
تُعتبر كوريا الجنوبية إحدى أبرز الدول من ناحية تخفيف الرقابة في قارة آسيا فهي مُتَقدمة على كل من اليابان، هونغ كونغ وسنغافورة حسب ما جاء في مؤشر حرية الصحافة. ومع ذلك، فمنذ تنصيب الرئيس إي ميونغ باك عام 2008، شهدت كوريا الجنوبية انخفاضا ملحوظا في حرية التعبير خاصة في صفوف الصحفيين والجمهور. فتقرير فريدم هاوس الصادر سنة 2011 كان قد وضع دولة كوريا الجنوبية في خانة «الدول الحرة جزئيا» بينما كانت تحتل من قبل خانة «الدول الحرة»؛ وهذا طبعا يعكس تلك الزيادة في الرقابة الرسمية والحكومية وكل المحاولات قصد التأثير على الأخبار والمعلومات والمحتوى.

## مجالات الرقابة

### حرية التعبير والصحافة
يُلاحظ في كوريا الجنوبية وجود نشاط إعلامي مستقل (غير تابع للحكومة)، ويُعبر هذا النشاط عن مجموعة متنوعة من وجهات النظر دون قيود أو تشديد للرقابة.
لكن وبموجب قانون الأمن القومي، فإن الحكومة تلتجأ في بعض الأحيان إلى الرقابة (قد تصل الأمور أحيانا حد التجسس) قصد معرفة نوع المحتوى المنشور وهل هو مُخالف فعلا لسياسات الدولة أم عكس ذلك. هذا وتجدر الإشارة إلى أن قانون كوريا الجنوبية يمنع مواطنيه من قراءة الكتب التي نُشرت في كوريا الشمالية.
في 21 مارس 2010، نشر مبعوث الأمم المتحدة المعني بتعزيز وحماية الحق في حرية الرأي والتعبير تقريرا ذكر فيه أن هناك تحسن طفيف في حرية التعبير في كوريا الجنوبية وأنه يًمكن اعتبار هذه الدولة الأسيوية «دولة حرية». لكن وفي المقابل فقد تضمن التقرير ذاته قلق ومخاوف الأمم المتحدة إزاء تزايد القيود على حرية التعبير واستشهد المبعوث بالعديد من القوانين التي يرى أنها مُجحفة في حق المواطنين بصفة عامة وفي حق الإعلام بصفة خاصة، وذلك من قبيل اعتبار «التشهير» جريمة يُعاقب عليها القانون، وقد قد عبر المبعوث عن وجهة نظره بخصوص هذه القضية قائلا: «هذا القانون فعلا قاسٍ ... فهو غير مُناسب وتقشعر له الأبدان
»

### المكتبات العامة
تفرض كوريا الجنوبية رقابة متوسطة إلى حد ما على المكتبات العامة، وذلك قصد ضمان عدم نشر أي كُتب أو موضوعات مُخالفة للقانون، كما تفرض الحكومة رقابة على المنصات في الإنترنت التي توفر كُتبا بصيغ إلكترونية، فهي تقوم بمنع وحظر معظم الكتب الجنسية (بما في ذلك المعلومات التثقيفية حول هذا الموضوع)، الشذوذ الجنسي، الكتب التي تحتوي على معلومات عن دولة كوريا الشمالية، ثم تلك التي تضم خطابات عنيفة ومناهضة للحكومة (أي تلك التي تحتوي على خطاب سياسي محض).

### الرقابة العسكرية
أيدت المحكمة الدستورية في كوريا وزارة الدفاع الوطني من خلال السماح لها حظر بعض الكتب «العسكرية» مثل كتاب ها جون تشانج سيئة السامريين وكتاب هانز-بيتر مارتن الفخ العالمي الذي نُشر في تشرين الأول/أكتوبر 2010، لكن هذه الرقابة قلت قليلا خاصة بعد تقديم طلبات التماس من مجموعة من ضباط القضاء العسكري عام 2008 حيث احتجوا على ذلك النظام وطالبوا بمنعه.
تُشدد القوات المسلحة الكورية الجنوبية الخناق على الجنود، حيث تُلزمهم بتثبيت تطبيقات مُعينة على هواتفهم الذكية وذلك قصد مُراقبة كل تحركاتهم وما قد يفعلونه من تسريب للمعلومات وما إلى ذلك، وقد زادت الرقابة المفروضة على الجنود في هذا المجال خاصة بعد المنشورات الصوتية التي نُسبت لضابط يُدعى نانون جومسودا والتي ناهض فيها سياسات حكومة بلده.

### التعليم
في 15 شباط/فبراير 2011، عُوقب هان دونغ الأستاذ الكوري الشهير الذي سبق له وأن شغل مناصب مرموقة في جامعات عالمية بسبب انتقاده للرئيس الكوري ثم رئيس ومستشار الجامعة التي كان يعمل بها.

### الإنترنت
تُعتبر كوريا الجنوبية دولة رائدة عالميا في مجال الإنترنت وذلك بفضل توفرها على شركات عالمية هي الأخرى ومُتسيدة لهذا المجال، لكن وبالرغم من ذلك فمواطني الدولة يدفعون من أجل الحصول على صبيب إنترنت (نفس الشيء في معظم الدول العالمية) كما يُعانون من فلترة للإنترنت وحجب متقطع للعديد من المواقع، فحكومة كوريا الجنوبية تُحدد المحتوى الذي ينبغي أن يظهر لمواطنيها على النت ثم تمنع ما لا ينبغي ظهوره _حسب رأيها_ حيث تمنع الوصول لعدد كبير من المواقع التي تعتبرها تخريبية أو ضارة من الناحية الاجتماعية، كما تسعى الحكومة إلى جعل كل شيء واضح وتفادي تصفح المجاهيل دون الكشف عن هوياتهم.
في عام 2011، وصفت مبادرة OpenNet (إنترنت مفتوح) الرقابة على الإنترنت في كوريا الجنوبية وقالت أن تلك الرقابة المفروضة ليست من أجل منع المواطنين من التعبير عن أرائهم بحرية بل من أجل تفادي الدخول في صراعات مع دول أخرى وأيضا من أجل الحفاظ على أمن المنطقة لذلك فهي تنتقي المواقع التي تراها مُفيدة للمجتمع وتحظر الضار، ولم تعثر المبادرة على أي دليل يؤكد تورط حكومة كوريا الجنوبية في حظر مواقع من أجل التصفية السياسية أو كانتقام من المعارضين أو أي شيء من هذا القبيل. ثم في عام 2011 تم إدراج كوريا الجنوبية في قائمة الدول «تحت الرقابة» من قِبل منظمة مراسلون بلا حدود. أما مؤسسة الجبهة الإلكترونية ققد انتقدت معايير الاتصالات في كوريا، مؤكدة على أن هذه المعايير لا تخدم حرية التعبير خاصة وأنها تمنع النشطاء من نشر أفكارهم وتدويناتهم بحرية وانتقاد الكل في الكل في إطار النقد البناء.
في أيلول/سبتمبر 2004، أمر كم إل سونغ بحظر العديد من مواقع كوريا الجنوبية التي بدورها قامت بحظر 31 مواقعا على الأقل تابعٍ لكوريا الشمالية وذلك من خلال استخدام تقنية حجب الآي بي، كما اعتقلت السلطات في وقت لاحق مواطنا كوريا جنوبيا وذلك بعدما أشاد بكوريا الشمالية على حسابه في موقع تويتر.
في عام 2007، صرح العديد من المدونين بأن الحكومة فرضت عليهم رقابة شديدة وقامت بحذف العديد من مشاركاتهم التي ينتقدون فيها الحكومة أو يدعمون بعض المرشحين للرئاسة. وفي وقت لاحق من عام 2008، تحديدا في فترة الانتخابات الرئاسية الجديدة تم سن تشريعات جديدة تقضي بضرورة التحقق من هوية المستخدم قبل ولوجه عالم النت، لكن هذه التشريعات لم تُنفذ بل بقيت حيز التنفيذ منذ مدة. قامت حكومة كوريا بتجيهز لائحة بالمواقع «الغير اللائقة»، وهي تلك التي تحتوي على ألعاب جنسية أو مواد إباحية أو قمار ثم «منعتها» إلى حد ما، حيث أنه عند مُحاولة زيارة إحدى هاته المواقع يتم توجيه الزائر تلقائيا إلى صفحة تحذير مكتوب فيها «بموجب القانون الكوري، فهذا الموقع ضمن لائحة المواقع الممنوعة الولوج في بلدنا.» كما قامت كوريا بتفحص محركات البحث ومعرفة أكثر الكلمات «غير اللائقة» التي يتم البحث عنها فشددت الرقابة عليها وحاولت من تقليل تلك النتائج.

### الموسيقى
في تشرين الثاني/نوفمبر 2010، أُلقي القبض على امرأة وحُكم عليها بالسجن لمدة عامين بتهمة حيازة أغاني من إنتاج كوريا الشمالية؛ خاصة وأن تلك الأغاني (بما في ذلك عناوينها) احتوت على عبارات ثناء للحليفة كوريا الشمالية. كما تقوم الدولة بمنع كل تلك الأغاني التي تحتوي على ألفاظ جنسية صريحة، وأيضا الأغاني التي من شأنها «تحفيز الرغبة الجنسية» لدى الشباب، وكذلك تلك التي تحث على العنف أو الجريمة أو الاغتصاب والترويج للتجارة في المخدرات، حيث تصفها الحكومة بأنها مُدمرة للشباب ولمستقبل البلد.

### البث
هيئة الاتصالات الكورية هي الجهة الحكومية التي تُنظم التلفزيون والإذاعة وشبكة الإنترنت في كوريا الجنوبية، فقانون الأمن القومي يمنع المواطنين من الاستماع إلى البرامج الإذاعية التابعة لدولة كوريا الشمالية، حيث تعتبر أن هذا الأمر مُهدد للأمن القومي وللنظام الأساسي للديمقراطية، إلا أن هذا نادرا ما يُطبق، حيث أن هناك بعض المواطنين من كوريا الجنوبية والذين يستطيعون التحايل على هئية الاتصالات ثم الإنصات أو مشاهدة برامج كوريا الشمالية لكن هذا يبقى طبعا عمل غير مشروع _حسب القانون الكوري_ وقد تتم مُعاقبة صاحبه في حالة ما تبث مشاهدته لأي من تلك البرامج.
اتهمت من لي ميونغ-باك الحكومة ببسط نفوذها على الإعلام من خلال تعيين مُساعدين ومستشارين لدى الحكومة في مناصب رئيسية في شركات وسائط الإعلام الرئيسية على الرغم من اعتراضات الصحفيين الذين سعوا للحفاظ على تلك الإذاعات المستقلة. هذا وتجدر الإشارة إلى أن عدد الصحفيين الذين يعملون بدوام كامل تحت إمر الحكومة الكورية وصل إلى 160 صحفي؛ حيث يتعاقبون على كتابة التقارير الهامة عن سياسات الحكومة وعما تقوم به لشعبها وفي المقابل يُغطون عن سلبياتها ولا يتهجمون عليها أو ينتقدونها أبدا.
في أوائل عام 2012 حدث خصام «عنيف» بين كل من مؤسسة منهوا للإذاعة، نظام البث الكوري وواي تي إن مما أثار مخاوف وعادت تصريحات برو-لي ميونغ-باك التي اتهمت فيها الحكومة بالسيطرة على وسائل الإعلام للواجهة.
خفت الرقابة على وسائل الإعلام اليابانية في كوريا الجنوبية بشكل ملحوظ منذ 1990، ولكن اعتبارا من عام 2012 فالبث الأرضي الياباني أو تلفزيونه أو حتى موسيقاه أمر غير قانوني في كوريا.

### الأفلام
تنقسم الرقابة على الأفلام في كوريا الجنوبية إلى ثلاث فترات رئيسية، أما الفترة الأولى فهي تلك الفترة التي حكمت فيها الأنظمة «الدكتاتورية» كوريا؛ حيث تميزت برقابة شديدة جدا على وسائل الإعلام وعلى المجال السينمائي خاصة وأن النظام العسكري هو الذي كان يُسيطر على البلد وعادة ما يكون حكم العسكر دكتاتوريا.
في السنوات الأخيرة، عادت الأفلام الإباحية للواجهة فطالب بعض الحقوقيين من الحكومة حظر كل تلك المشاهد «الغير أخلاقية»، وقد وافقت الحكومة جزئيا على ذلك حيث لم تمنع تصوير الأفلام الإباحية أو نشرها لكنها منعت ظهور الأعضاء التناسلية (للذكر والأنثى على حد سواء)؛ وهذا ما يجعل مُعظم الأفلام الإباحية الصادرة من كوريا (وحتى اليابان) لا يظهر فيها شعر عانة الفتاة أو الرجل ولا أعضائهما الجنسية بسبب الفسيفساء الرقمية التي تجعل الصورة غير واضحة. أما منع عرض الأفلام بسبب العنف الشديد الذي تحتوي عليه أو اللغة البذيئة المستعملة عند الحوار أو حتى المشاهد التي تُشجع على تعاطي المخدرات فنادرا ما يتم.
عموما فكوريا الجنوبية لديها خمسة مستويات لتصنيف الأفلام وهي: